# René Laubiès
René Laubiès est un peintre paysagiste français, né le 27 avril 1924, à Cholonville, près de Saïgon (Cochinchine-Viêt Nam) et mort le 13 novembre 2006 à Mangalore (Inde).

## Biographie
Né d'un père avocat originaire de la Lozère et d'une mère issue d'une vieille famille créole de La Réunion, René Laubiès se forme seul à la peinture à l'âge de quatorze ans.
Après des études de droit au Maroc, il s’installe à Paris en 1949.
En 1952 il expose à la galerie Colette Allendy et rencontre le critique Julien Alvard.
Il obtient en 1954 le prix Fénéon de l'université de Paris et devient visiting professor de l'université d'Alabama en 1956-1957. 
Il a été associé au groupe des « nuagistes » avec Frédéric Benrath, René Duvillier, Jean-Claude Fiaux, Pierre Graziani, Fernando Lerin notamment. Dans cette tendance de la peinture, le paysagisme abstrait que René Laubiès nous présente relève davantage d’un paysage mental révélé par une peinture légère, discrète, à la recherche de la lumière.
Sur le plan spirituel, il est marqué par le taoïsme.

## Expositions personnelles récentes
- 1990 : « Laubiès : Encres », galerie de Navarre
- 1994 : « René Laubiès, 40 ans … autour du monde », musée d'art moderne et d'art contemporain de Nice
- 1995 : Galerie La Hune Brenner, Bernard Noël, Paris
- 1996 :
  - Galleria Peccolo, texte de M. de la Motte, W. Gaul, Livourne
  - Galerie Willkopt, Art Cologne
- 1997 :
  - Galerie Artuel, avec la participation de la Société Broomhead Junker, Paris
  - Librairie Nicaire, Bernard Noël
- 1998 : Ezra Pound, librairie Mouvements
- 1999 :
  - « Encres », Espace APCIS
  - « Œuvres des années 1950/1960, tableaux à signes », galerie Olivier Nouvellet, avec la participation de la Société Broomhead Junker, Paris
- 2001 : 
  - Présentation du livre Portraits et Aphorismes, galerie La Hune Brenner, Paris
  - Œuvres de 1985 à 2001, galerie Alain Margaron, Paris
- 2003 : 60 œuvres de 1949 à 2003, catalogue avec des textes de Daniel Abadie et Lydia Harambourg, galerie Alain Margaron
- 2006 : « De la mer Noir au Kerala » de 2004 à 2006, galerie Alain Margaron
- 2007 :
  - « Hommage à René Laubiès, l'été dernier à Marie-Galante », galerie Alain Margaron
  - « René Laubiès, peintre de la sérénité », musée de Bochum, Allemagne
- 2019 : René Laubiès. L'instantané, le fugitif, la trace, 2 février 2019 - 19 mai 2019, Musée de l'Abbaye Sainte-Croix, Les Sables d'Olonne

## Archives
- Fonds : René Laubiès (1950-2006) [Press-books, affiches d'expositions, documents divers et bibliothèque personnelle ; 7 boites et 1 carton à dessins].  Cote : LAUB 1 - 9. Paris : Bibliothèque Kandinsky, Centre Pompidou (présentation en ligne).